# Abbas III
Abbas III là vị vua cuối cùng của nhà Safavid nước Ba Tư, ở ngôi từ năm 1732 tới 1736.
Ngày 7 tháng 9 năm 1732, Nader Shah Afshar hạ bệ Tahmasp II và Abbas III mới tám tháng tuổi được đưa lên ngôi quốc vương, tuy nhiên Nader Shah vẫn nắm thực quyền.Tháng 3 năm 1736, Nader Shah hạ bệ Abbas III rồi xưng vương, khởi đầu nhà Afsharid. Abbas cùng phụ vương bị giết tại Sabvezar vào tháng 2 năm 1740 ( nhưng cũng có thể là tháng 5 hoặc tháng 6 ) bởi Reza-qoli Mirza, con trai trưởng của Nader Shah.